# Han Feizi
Lo Han Feizi (韓非子T, Hán Fēi zǐP) è un testo scritto nel III secolo a.C. dal pensatore cinese Han Fei (?-233 a.C.).

## Tema
Contenente 55 dettagliati capitoli della sua filosofia politica, l'opera riunisce tutti gli scritti attribuiti all'Autore, costituendo la sintesi del pensiero legista al termine Periodo dei regni combattenti in Cina. Il presupposto fondamentale è rappresentato dalla concezione che il mondo senza un governo forte sia destinato alla rovina, posto che gli uomini sono usi a comportamenti negativi verso il bene collettivo. Coi suoi scritti Han Fei cercò di spingere Ying Zheng, re dei Qin, a unificare i territori cinesi. Quest'ultimo seguì il consiglio, ma lo fece incarcerare con l'accusa di aver cospirato contro di lui. L'opera è preziosa pure per l'abbondanza di aneddoti sulla Cina prima dell'era della dinastia Qin. La prima traduzione italiana appare per i tipi di Einaudi, presentando 29 dei 55 capitoli del testo.

## Influenza culturale
Riflessione di un pensiero radicato sugli eterni problemi del potere, in contrasto con la tradizione confuciana, lo Han Feizi è stato meditato dai politici cinesi di ogni epoca, tacciato di libro maledetto, talvolta esaltato: durante la Rivoluzione Culturale, Mao Tze Tung lo citò contro Lin Piao e Confucio.

## Citazioni
- «È un segno di rovina quando gli incarichi accumulano grandi poteri e vantaggi, e i riconoscimenti si possono comprare»
- «I nostri politici senza cultura non distinguono un governo strutturato da uno stato di anarchia»
- «Un uomo saggio sa che per instaurare l'ordine in uno Stato è inutile aspettarsi dal popolo che agisca correttamente per consenso, e che bisogna usare gli strumenti adeguati che impediscano agli uomini di agire male»
- «Un errore che i sovrani commettono spesso è quello di usare i propri sottoposti senza alcuna posizione ufficiale per proteggersi dai ministri ai quali hanno affidato alti incarichi. Inevitabilmente, questi addetti privi di responsabilità politiche pubbliche non si faranno il minimo scrupolo di calunniare i loro rivali...»
- «Gli antichi avevano un proverbio che dice: governare il popolo è come lavare la testa di un uomo. Anche se cade qualche capello, il lavaggio va fatto. Chiunque rimpianga i capelli che cadono, e dimentichi il beneficio ricevuto dall'irrobustimento dei capelli che crescono, non conosce la dottrina del fine che giustifica i mezzi»
- «I re del passato, consapevoli di non poter fronteggiare gli atteggiamenti subdoli dei ministri, rinunciarono a fare uso delle proprie doti intellettive e si affidarono alle leggi e alle tecniche per farle rispettare, prestando una particolare attenzione alla distribuzione delle ricompense e delle punizioni»
- «La politica prospera in un clima di omertà, la propaganda la distrugge»
- «Oggi, una spesa eccessiva non è considerata un reato, mentre un infimo ricavo è già un risultato»
- «Oggi, il potere di un semplice magistrato è infinitamente più grande di quello di un antico imperatore»
- «Nello Stato retto da un sovrano illuminato non circolano libri, non scorre la cultura, gli unici insegnamenti sono gli articoli della legge»

## Edizione italiana
- Han Fei, Han Feizi, traduzione di e cura di Giulia Kado, Collana NUE, Torino, Einaudi, 2016, ISBN 978-88-06-22167-6.